# Уизерспун, Кларенс
Кларенс Уизерспун старший (англ. Clarence Weatherspoon, Sr.; род. 8 сентября 1970 года в Кроуфорде, Миссисипи, США) — американский профессиональный баскетболист.

## Ранние годы
Кларенс Уизерспун родился в городе Кроуфорд (штат Миссисипи), учился в школе Мотли (город Колумбус), в которой играл за местную баскетбольную команду. В 1992 году окончил Университет Южного Миссисипи, где в течение четырёх лет играл за команду «Саутерн Мисс Голден Иглс», в которой провёл успешную карьеру, набрав в итоге 2130 очков, 1320 подборов, 171 передачу, 155 перехватов и 227 блок-шотов, к тому же два раза помог выиграть своей команде регулярный чемпионат конференции Metro (1990—1991).

## Карьера игрока
Играл на позиции тяжёлого форварда и лёгкого форварда. В 1992 году был выбран на драфте НБА под 9-м номером командой «Филадельфия-76». Позже выступал за команды «Голден Стэйт Уорриорз», «Майами Хит», «Кливленд Кавальерс», «Нью-Йорк Никс» и «Хьюстон Рокетс». Всего в НБА провёл 13 сезонов. Уизерспун включался во 2-ю сборную новичков НБА (1993). Три года подряд признавался баскетболистом года конференции Metro. Всего за карьеру в НБА сыграл 915 игр, в которых набрал 10 483 очка (в среднем 11,5 за игру), сделал 6846 подборов, 1346 передач, 880 перехватов и 794 блок-шота.

## Карьера в сборной США
В 1990 году Уизерспун выиграл в составе сборной США серебряные медали игр доброй воли в Сиэтле. В 1991 году завоевал в составе сборной США бронзовые медали Панамериканских игр в Гаване.

## Статистика

### Статистика в НБА
| Сезон                                                                                    | Команда      | Регулярный сезон | Регулярный сезон | Регулярный сезон | Регулярный сезон | Регулярный сезон | Регулярный сезон | Регулярный сезон | Регулярный сезон | Регулярный сезон | Регулярный сезон | Регулярный сезон | Серия плей-офф | Серия плей-офф | Серия плей-офф | Серия плей-офф | Серия плей-офф | Серия плей-офф | Серия плей-офф | Серия плей-офф | Серия плей-офф | Серия плей-офф | Серия плей-офф |
| Сезон                                                                                    | Команда      | GP               | GS               | MPG              | FG%              | 3P%              | FT%              | RPG              | APG              | SPG              | BPG              | PPG              | GP             | GS             | MPG            | FG%            | 3P%            | FT%            | RPG            | APG            | SPG            | BPG            | PPG            |
| ---------------------------------------------------------------------------------------- | ------------ | ---------------- | ---------------- | ---------------- | ---------------- | ---------------- | ---------------- | ---------------- | ---------------- | ---------------- | ---------------- | ---------------- | -------------- | -------------- | -------------- | -------------- | -------------- | -------------- | -------------- | -------------- | -------------- | -------------- | -------------- |
| 1992/93                                                                                  | Филадельфия  | 82               | 82               | 32,4             | 46,9             | 25,0             | 71,3             | 7,2              | 1,8              | 1,0              | 0,8              | 15,6             | Не участвовал  | Не участвовал  | Не участвовал  | Не участвовал  | Не участвовал  | Не участвовал  | Не участвовал  | Не участвовал  | Не участвовал  | Не участвовал  | Не участвовал  |
| 1993/94                                                                                  | Филадельфия  | 82               | 82               | 38,4             | 48,3             | 23,5             | 69,3             | 10,1             | 2,3              | 1,2              | 1,4              | 18,4             | Не участвовал  | Не участвовал  | Не участвовал  | Не участвовал  | Не участвовал  | Не участвовал  | Не участвовал  | Не участвовал  | Не участвовал  | Не участвовал  | Не участвовал  |
| 1994/95                                                                                  | Филадельфия  | 76               | 76               | 39,4             | 43,9             | 19,0             | 75,1             | 6,9              | 2,8              | 1,5              | 0,9              | 18,1             | Не участвовал  | Не участвовал  | Не участвовал  | Не участвовал  | Не участвовал  | Не участвовал  | Не участвовал  | Не участвовал  | Не участвовал  | Не участвовал  | Не участвовал  |
| 1995/96                                                                                  | Филадельфия  | 78               | 75               | 39,7             | 48,4             | 0,0              | 74,6             | 9,7              | 2,0              | 1,4              | 1,4              | 16,7             | Не участвовал  | Не участвовал  | Не участвовал  | Не участвовал  | Не участвовал  | Не участвовал  | Не участвовал  | Не участвовал  | Не участвовал  | Не участвовал  | Не участвовал  |
| 1996/97                                                                                  | Филадельфия  | 82               | 82               | 36,0             | 49,1             | 16,7             | 73,8             | 8,3              | 1,7              | 0,9              | 1,0              | 12,2             | Не участвовал  | Не участвовал  | Не участвовал  | Не участвовал  | Не участвовал  | Не участвовал  | Не участвовал  | Не участвовал  | Не участвовал  | Не участвовал  | Не участвовал  |
| 1997/98                                                                                  | Филадельфия  | 48               | 18               | 26,9             | 42,6             | -                | 70,7             | 7,0              | 0,8              | 0,9              | 1,1              | 8,4              | Не участвовал  | Не участвовал  | Не участвовал  | Не участвовал  | Не участвовал  | Не участвовал  | Не участвовал  | Не участвовал  | Не участвовал  | Не участвовал  | Не участвовал  |
| 1997/98                                                                                  | Голден Стэйт | 31               | 31               | 33,4             | 45,8             | -                | 74,8             | 8,3              | 1,6              | 1,4              | 0,7              | 10,7             | Не участвовал  | Не участвовал  | Не участвовал  | Не участвовал  | Не участвовал  | Не участвовал  | Не участвовал  | Не участвовал  | Не участвовал  | Не участвовал  | Не участвовал  |
| 1998/99                                                                                  | Майами       | 49               | 3                | 21,2             | 53,4             | -                | 80,4             | 5,0              | 0,7              | 0,6              | 0,3              | 8,1              | 5              | 0              | 22,4           | 34,6           | -              | 64,7           | 4,2            | 0,4            | 1,4            | 0,2            | 5,8            |
| 1999/00                                                                                  | Майами       | 78               | 2                | 20,7             | 51,3             | -                | 73,8             | 5,8              | 1,2              | 0,7              | 0,6              | 7,2              | 10             | 0              | 17,0           | 41,7           | -              | 58,3           | 4,1            | 0,1            | 0,4            | 0,3            | 6,4            |
| 2000/01                                                                                  | Кливленд     | 82               | 82               | 33,8             | 50,1             | -                | 79,0             | 9,7              | 1,3              | 1,0              | 1,3              | 11,3             | Не участвовал  | Не участвовал  | Не участвовал  | Не участвовал  | Не участвовал  | Не участвовал  | Не участвовал  | Не участвовал  | Не участвовал  | Не участвовал  | Не участвовал  |
| 2001/02                                                                                  | Нью-Йорк     | 56               | 39               | 30,8             | 41,8             | -                | 79,5             | 8,2              | 1,1              | 0,7              | 0,9              | 8,8              | Не участвовал  | Не участвовал  | Не участвовал  | Не участвовал  | Не участвовал  | Не участвовал  | Не участвовал  | Не участвовал  | Не участвовал  | Не участвовал  | Не участвовал  |
| 2002/03                                                                                  | Нью-Йорк     | 79               | 19               | 25,6             | 44,9             | -                | 76,8             | 7,6              | 0,9              | 0,9              | 0,5              | 6,6              | Не участвовал  | Не участвовал  | Не участвовал  | Не участвовал  | Не участвовал  | Не участвовал  | Не участвовал  | Не участвовал  | Не участвовал  | Не участвовал  | Не участвовал  |
| 2003/04                                                                                  | Нью-Йорк     | 15               | 1                | 14,5             | 45,0             | -                | 94,7             | 3,3              | 0,9              | 0,5              | 0,1              | 3,6              | Не участвовал  | Не участвовал  | Не участвовал  | Не участвовал  | Не участвовал  | Не участвовал  | Не участвовал  | Не участвовал  | Не участвовал  | Не участвовал  | Не участвовал  |
| 2003/04                                                                                  | Хьюстон      | 37               | 0                | 17,6             | 50,3             | 0,0              | 66,0             | 4,2              | 0,5              | 0,6              | 0,4              | 5,6              | 2              | 0              | 11,0           | 40,0           | -              | 50,0           | 2,0            | 0,0            | 0,0            | 0,0            | 3,5            |
| 2004/05                                                                                  | Хьюстон      | 40               | 18               | 13,1             | 41,2             | -                | 82,9             | 3,1              | 0,4              | 0,2              | 0,2              | 3,1              | 1              | 0              | 1,0            | -              | -              | -              | 0,0            | 0,0            | 0,0            | 0,0            | 0,0            |
|                                                                                          | Всего        | 915              | 610              | 30,3             | 47,1             | 19,6             | 74,3             | 7,5              | 1,5              | 1,0              | 0,9              | 11,5             | 18             | 0              | 16,9           | 39,6           | -              | 59,6           | 3,7            | 0,2            | 0,6            | 0,2            | 5,6            |
| Наведите курсор мыши на аббревиатуры в заголовке таблицы, чтобы прочесть их расшифровку. |              |                  |                  |                  |                  |                  |                  |                  |                  |                  |                  |                  |                |                |                |                |                |                |                |                |                |                |                |